# Zugelassener Empfänger
Der Zugelassene Empfänger ist eine berechtigte Person (auch mehrere Personen), der die Annahme von Waren im Versandverfahren (T1, T2, Carnet TIR und beim Transport von Waren unter Steueraussetzung innerhalb Deutschlands mit einem Versandbegleitdokument (VBD)) ohne Gestellung und ohne Vorlage des VBD bei der Bestimmungszollstelle gestattet ist.
Der Zugelassene Empfänger ist verpflichtet am NCTS-Verfahren (= New Computerized Transit System) teilzunehmen.